# Glenn Hughes
Glenn Hughes (Cannock, 1951. augusztus 21. –) angol basszusgitáros, énekes.

## A kezdeti időszak
16 évesen (1968) már ott is hagyta az iskolát, és különböző helyi csapatokban zenélt. Ezek egyike, a Finders Keepers elnevezésű formáció Trapeze-re változtatta a nevét, és világhírre tett szert. A zenekar illusztris tagsága (Hughes mellett a leendő Whitesnake gitáros Mel Galley és az 1970-es évek végén a Judas Priesthez csatlakozó Dave Holland dobos is tagja volt a zenekarnak) összesen 3 albumot jelentetett meg, amelyek közül főként a "You Are the Music, We're Just the Band" (1972) keltett komoly feltűnést.

## Glenn Hughes és a Deep Purple
1973 júniusában ketten is kiléptek a Deep Purple-ből, nevezetesen Ian Gillan és Roger Glover. A csodálatos hangjáról és virtuóz basszusgitár-játékáról híres Glenn jelentkezett az együttes hívására, visszautasítva az Electric Light Orchestra ajánlatát. Ezzel egy időben David Coverdale énekes is beszállt Ian Gillan helyére, és a Deep Purple kreatív alkotóerejének lassú hanyatlása kezdődött meg. A "Burn" album kétségkívül az 1970-es évek egyik legjobb rock anyaga, ahogy az azt követő "Stormbringer" is lenyűgöző lett, ám az eladási listákon az új Purple komoly visszaesést mutatott. Előtérbe került Glenn Hughes szinte határtalan hangterjedelmének és a frontember David Coverdale-nek az új dalokhoz kitűnően illeszkedő bluesos orgánumának meglepő kombinációja, és a két hang különös párost alkotott. "David Coverdale kétségkívül nagyszerűen tud üvölteni, de a magas fekvésű részekkel nem boldogult. Ekkor kerültem én a képbe. Úgy gondolom, mi voltunk a tökéletes kombináció" – vallja Hughes.
Hughes ezen kívül egy funkysabb irányba is terelte a Deep Purple-t, ami alighanem az egyik fő oka volt annak, hogy Ritchie Blackmore gitáros 1975-ben elhagyta a csapatot, és megalakította a Rainbow-t. James Gang egykori gitárosa, Tommy Bolin vette át Blackmore helyét, és már az új felállás rögzítette a Come Taste the Band korongot (1975). 1976-ban a kitűnő dalszerző és gitáros, Bolin heroin-túladagolás következtében meghalt. A tragédia egyben a Deep Purple végét is jelentette, a régi Purple tagok egyébként Blackmore, Gillan és Glover nélkül már nem is akartak több Purple anyagot készíteni. "Tommy volt a legjobb barátom. Mintha a testvérem lett volna" – emlékezett Hughes. "Nem is tudtam, hogy heroinozott. Halála életem legnagyobb megrázkódtatását jelentette".

## Szólókarrier
A Deep Purple feloszlása Hughes vég nélküli utazásának kezdete volt a teljes hard rock és heavy metal színtéren át. Szinte lehetetlen felsorolni az összes zenekart, projektet és mások által készített szólólemezt, amelyen az évtizedek során szerepelt. A sor a Black Sabbath "Seventh Star" albumától (1986) a KLF Amerikában megaslágerré vált "America: What Time is Love" számáig terjed, ez utóbbiban a KLF elnevezte őt "a Rock Hangjának".
Szólóanyagai is hatalmas sikert arattak, kezdve a funky rockos "Play Me Out"-tal (1977), a legendás "Hughes/Thrall" rocklemezen át (amelyet Pat Travers egykori gitárosával, Pat Thrallal készített 1982-ben), egészen az 1994-es "Burning Japan Live" albumáig. 1995-ben jelent meg a soul-osabb "Feel". A 2001-es "Building The Machine"-t különleges intenzitás jellemezte, köszönhetően a funk és soul világában tett kirándulásnak, és a korong világszerte határtalanul lelkes visszhangra talált. A 2003-as "Songs In The Key Of Rock" ismét az 1960-as és 1970-es évekbeli funk rock iránti rajongásáról tanúskodik. "A 70-es években élek. Annak a kornak a ruháit hordom, annak a kornak a zenéjét játszom, és annak a kornak a szelleméhez térek vissza, csak éppen az akkori életstílus csapdáit kikerülve". Erőteljes visszakanyarodás Glenn rock and roll gyökereihez. Az albumon Glenn védjegyszerű éneke hallható, ötvözve egy régies, mégis friss megközelítéssel, amely magának a Rock and Rollnak a lényegét ragadja meg.
2004 elején Glenn úgy érezte, eljött az ideje egy DVD kiadásának. Egy Los Angeles-i koncertet rögzített, amelyen olyan rajongók előtt játszott, akiket a weboldalán keresztül válogatott ki. A koncertprogram egy utazás Glenn pályáján át, kiemelt szerepben az aktuális szólólemezével (SITKOR). Hallható itt a jellegzetes lélekkel teli ének és a Red Hot Chili Peppers csodadobosa, Chad Smith által ütött feszes funkys ritmusok. Glenn gyakran mondja: "Engem élőben kell látni ahhoz, hogy az ember teljességgel megértse, amit csinálok". Az eredmény a "Soulfully Live In The City Of Angels".
2004 tavaszától nyárig Glenn, valamint Chad, JJ Marsh, Dave Navarro és Ed Roth összegyűlt, hogy elkészítsék azt a lemezt, amely Glenn szavaival élve "pályám legátfogóbb albuma". Az eredmény a 2005-ös "Soul Mover". A dalokat élőben vették fel a stúdióban. A korong mélysége döbbenetes, a dalok roppant erősek, a hangszeres játék és az ének pedig csúcsteljesítmény. "Valóban úgy érzem, ezen a lemezen valami különlegeset sikerült alkotnom. A korong elkészítése számomra alázattal teli élmény volt".
A következő állomás 2006. Ekkor jelent meg a "Music For The Divine" című albuma.
2008-ban jelent meg Glenn legutóbbi szólóalbuma, a "First Underground Nuclear Kitchen" vagy egyszerűen csak "F.U.N.K.".

## Diszkográfia

### Szólólemezei
- Play Me Out (1977)
- L.A. Blues Authority Volume II: Glenn Hughes – Blues (1992)
- From Now On (1994)
- Burning Japan Live (koncert) (1994)
- Feel (1995)
- Addiction (1996)
- The Way It Is (1999)
- Return Of Crystal Karma (2000)
- Building The Machine (2001)
- Different Stages – The Best Of Glenn Hughes (válogatás) (2002)
- Songs In The Key Of Rock (2003)
- Soulfully Live In The City Of Angels (2004)
- Soul Mover (2005)
- Freak Flag Flyin (koncert) (2005)
- Music For The Divine (2006)
- Live In Australia (koncert) (2006)
- This Time Around (válogatás) (2007)
- First Underground Nuclear Kitchen (2008)

### Trapeze
- Trapeze (1970)
- Medusa (1970)
- You Are the Music…We're Just the Band (1972)
- Live in Texas – Dead Armadillos (1981)
- Welcome to the Real World (1993) (live 1992)

### Deep Purple
- Burn (1974)
- Stormbringer (1974)
- Made in Europe (1975)
- Come Taste the Band (1975)
- Last Concert in Japan (1976)

### Black Sabbath
- Seventh Star (1986)

## Külső hivatkozások
- http://www.glennhughes.com
- http://www.zajlik.hu/main/keres.php?band=Glenn+Hughes Archiválva 2008. május 5-i dátummal a Wayback Machine-ben